# Dülmen (cheval)
Pour les articles homonymes, voir Dülmen (homonymie).
Le Dülmen (allemand : Dülmener) est une race de poneys d'origine ancienne, vivant à l'état sauvage en Allemagne. Il est caractérisé par sa taille assez réduite, et sa robe à caractères primitifs, tels que le gène Dun. Ce sont parmi les derniers chevaux sauvages d'Europe. Ce poney vit aussi à l'état domestique, pouvant être dressé pour l'équitation et la traction. La race est rare. 

## Dénomination
Le nom allemand est Dülmener ou Dülmenerpferd.

## Histoire
Les poneys de Dülmen proviennent d'un mélange entre chevaux sauvages et féraux, avec l'influence de diverses races primitives européennes, dont le Konik.
La race dispose d'un stud-book. Il entre dans le même cluster de gènes que le Liebenthaler et le Konik.

## Description

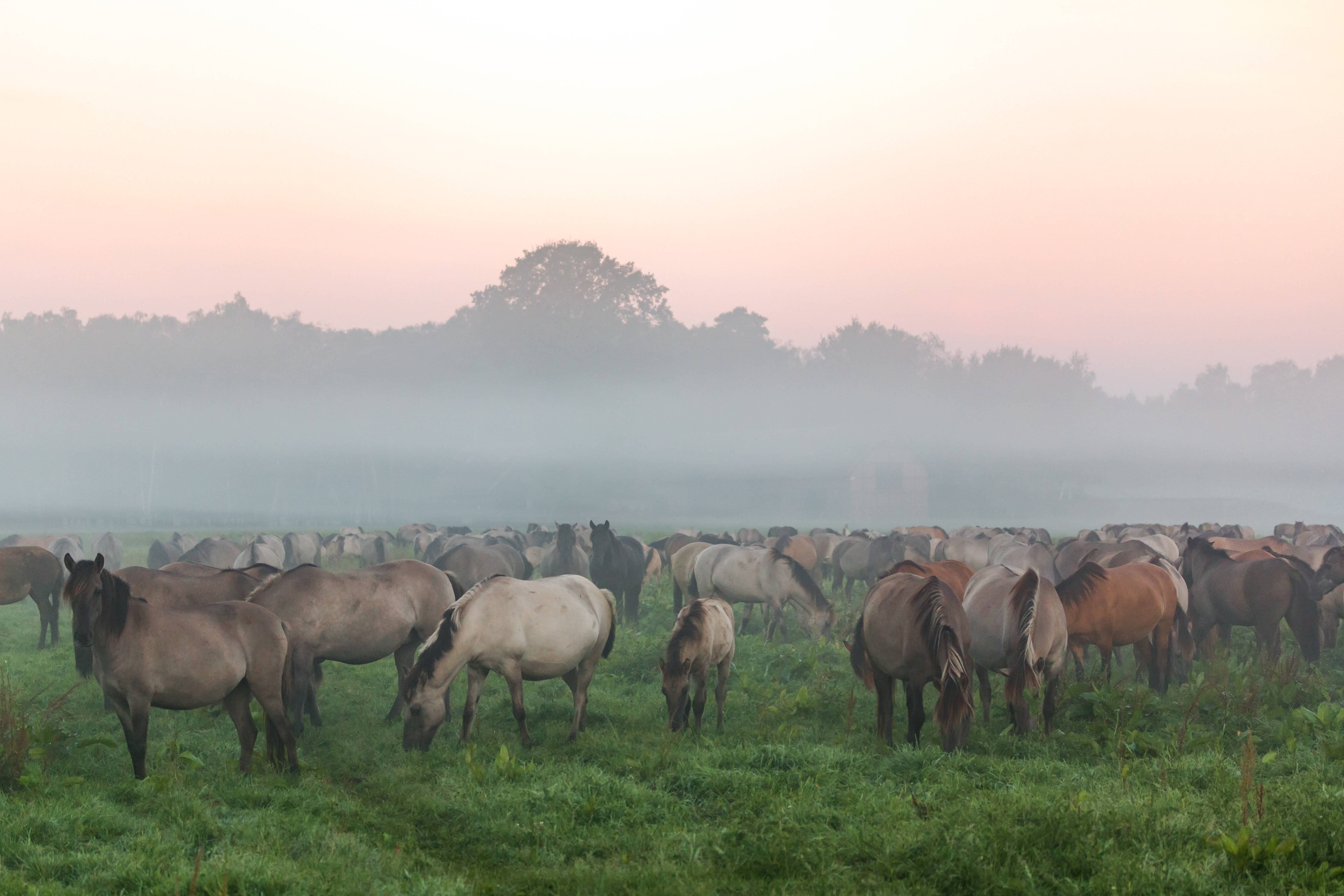
Poneys de Dülmen à Dülmen.

C'est un poney sauvage, toisant en moyenne 1,22 m à 1,32 m d'après CAB International. La base de données DAD-IS enregistre une taille moyenne de 1,27 m à 1,32 m.
La robe est avec gène Dun, dotée de rayures sur les membres. La couleur de robe de base peut être de tout type, avec des variations de couleurs allant du gris au marron.

### Gestion
La gestion de la race est assurée par deux organismes, la Deutsche Reiterliche Vereinigung e.V. et la Westfälisches Pferdestammbuch.
Une fois dans l'année, le dernier samedi de mai, le troupeau est conduit dans une arène pour capturer les poneys mâles âgés d'un an. Ils sont séparés du troupeau pour éviter les futurs combats entre étalons. Les yearlings sont attrapés par des hommes à main nue. Une fois attrapés, ils sont vendus aux enchères.

## Utilisations
Le poney de Dülmen peut être monté, pour le travail attelé et pour la traction agricole. Il est monté par des enfants, y compris pour les sports équestres. Le Dülmen est entré en croisement pour créer le cheval de Heck.

## Diffusion

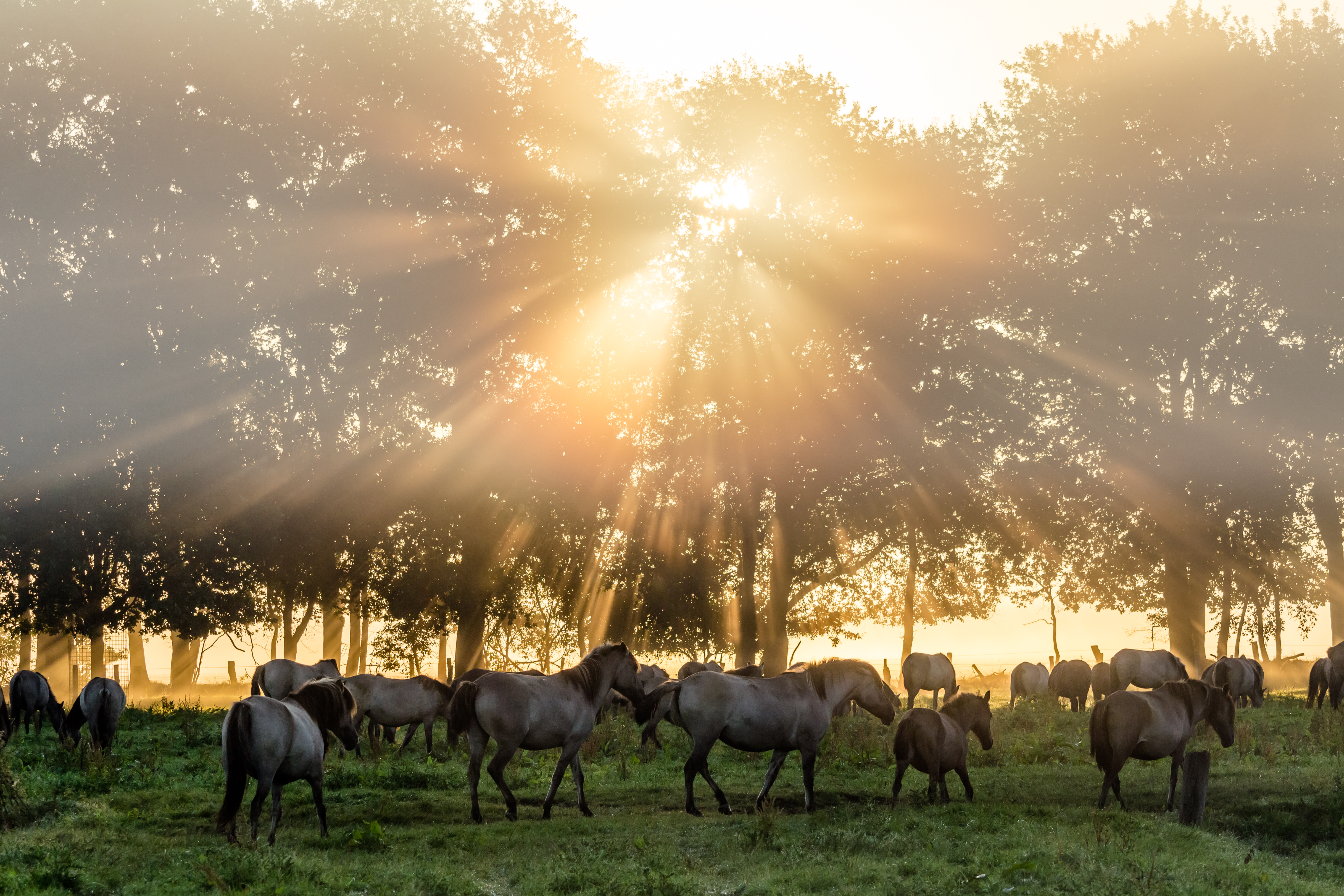
Poneys de Dülmen à Dülmen.

C'est une race native de l'Allemagne. Une harde sauvage vit en liberté sur un espace de 3,5 km2 nommé le Meerfelder Bruch, près de la ville de Dülmen, sur la propriété de la Maison de Croÿ. La race a été sauvée au XIXe siècle par le duc Alfred de Croÿ-Dülmen.
Son niveau de menace est considéré comme « en danger critique d'extinction » par la FAO, en 2007. L'étude menée par l'Université d'Uppsala et publiée en août 2010 pour la FAO signale aussi le Dülmen Pony comme une race locale européenne en danger critique d'extinction.
Le poney de Dülmen est inscrit en 2011 comme race de l'année à la liste des races menacées de la Gesellschaft zur Erhaltung alter und gefährdeter Haustierrassen. En 2016, la population recensée sur DAD-IS est de 36 individus, la base de données signale par ailleurs la race (2010) comme étant rare. Le Dülmener est par ailleurs éligible aux aides financières accordées en Allemagne à la préservation des races menacées (2015).